# Idrætsforeningen Lyseng
Idrætsforeningen Lyseng (eller IF Lyseng) er en sportsklub i beliggende i Højbjerg, Aarhus, som omfatter afdelinger med fodbold, håndbold, svømning, volleyball og beachvolley på programmet. IF Lyseng fungerer som hovedforening for dets fem selvstændige afdelinger, som er tilsluttet deres respektive idrætsforbund under Danmarks Idræts-Forbund, men underlagt IF Lysengs hovedbestyrelse.

## Klubbens historie
Foreningen i Højbjerg blev grundlagt i forbindelse med kommunalreformen i 1970 gennem en sammenslutning af de to tidligere rivaliserende fodboldklubber Holme Idrætsforening og Kragelund Idrætsforening (stiftet som Skaade Boldklub i 1922 i Skaade). Foreningen talte i 1976 godt 600 medlemmer og havde i 2006 samlet godt 2.500 medlemmer.
Svømmeafdelingen blev grundlagt den 13. november 1969 oprindeligt som en underafdeling af Kragelund Idrætsforening og tæller 1.100 medlemmer (2006) og holder til i Lyseng Svømmebad. Håndboldafdelingen har eksisteret siden sportsklubbens start og har godt 200 medlemmer (2005) og holder til i Rundhøjhallen. Fodboldafdelingen, der tæller 780 medlemmer (2006), blev også stiftet i 1970 og holder til på Lyseng Idrætsanlæg, som primært anvendes til fodbold. Volleyball-afdelingen blev startet i en aften i efteråret 1983 i Rundhøjhallen og tæller 125 medlemmer (2006).
IF Lysengs tidligere klubhus, Lyseng Idrætspark, nedbrændte i 1978. Et nyt idrætscenter i Lyseng, Lyseng Idrætscenter, til godt 20 millioner er på tegnebrættet og skal i fremtiden blandt andet benyttes af foreningen. En basketballafdeling vil blive etableret i forbindelse med idrætscentrets åbning.

## Underafdelinger
- IF Lyseng Fodbold
- IF Lyseng Svømning
- IF Lyseng Håndbold
- IF Lyseng Volleyball

## Ekstern kilde/henvisning
- IF Lysengs (hovedforeningen) officielle hjemmeside